# ويليام ريتشارد ميلر
ويليام ريتشارد ميلر (بالإنجليزية: William R. Miller)‏ هو عالم نفس أمريكي، ولد في 1947.

## وصلات خارجية
- الموقع الرسمي